# Elefthéri
Elefthéri är en ort i Grekland.   Den ligger i prefekturen Thesprotia och regionen Epirus, i den västra delen av landet, 300 km nordväst om huvudstaden Aten. Elefthéri ligger 144 meter över havet och antalet invånare är 337.
Terrängen runt Elefthéri är kuperad. Havet är nära Elefthéri söderut.  Närmaste större samhälle är Parga, 4,1 km sydväst om Elefthéri. 